# Хесус Савала
Хесус Савала (ісп. Jesús Zavala; нар. 21 липня 1987, Монтеррей) — мексиканський футболіст, фланговий півзахисник клубу «Монтеррей» та національної збірної Мексики.

## Клубна кар'єра
Вихованець клубу «Монтеррей», проте у дорослому футболі дебютував 2004 року виступами за «Кобрас», в якому виступав на правах оренди. Всього за цей клуб Савала провів один сезон, взявши участь лише у 9 матчах чемпіонату.
2005 року Хесус повернувся до складу «Монтеррея», проте виступав здебільшого за другу команду і лише 2009 року зміг стати основним півзахисником команди. У складі «смугастих» тричі поспіль вигравав Лігу чемпіонів КОНКАКАФ. Наразі встиг відіграти за команду з Монтеррея 152 матчі в національному чемпіонаті.

## Виступи за збірну
9 лютого 2011 року дебютував в офіційних матчах у складі національної збірної Мексики в товариському матчі проти збірної Боснії і Герцеговини.
У складі збірної був учасником розіграшу Золотого кубка КОНКАКАФ 2011 року у США, здобувши того року титул континентального чемпіона, та розіграшу Кубка Конфедерацій 2013 року у Бразилії.
Наразі провів у формі головної команди країни 22 матчі, забивши 2 голи.

## Титули і досягнення
- Переможець ліги чемпіонів КОНКАКАФ (3): 2011, 2012, 2013
- Чемпіон Мексики (2): 2009(А), 2010(А)
- Володар Золотого кубка КОНКАКАФ (1): 2011
- Переможець Панамериканських ігор: 2011